# Westliche Schaufelnasen-Wühlnatter
Die Westliche Schaufelnasen-Wühlnatter (Sonora occipitalis, Syn.: Chionactis occipitalis), auch Westliche Schaufelnasenschlange oder Schaufelnasenschlange, ist eine Schlangenart aus der Familie der Nattern (Colubridae).

## Taxonomie
Die wissenschaftliche Erstbeschreibung von Sonora occipitalis führte im Jahr 1854 der amerikanische Herpetologe Edward Hallowell durch und benannte sie damals als Rhinostoma occipitale.

### Unterarten
Es werden folgende Unterarten beschrieben:
- Sonora occipitalis annulata (Baird, 1859)
- Sonora occipitalis klauberi (Stickel, 1941)
- Sonora occipitalis occipitalis (Hallowell, 1854)
- Sonora occipitalis talpina Klauber, 1951

## Merkmale
Sonora occipitalis erreicht bei einem schlanken, aber kräftigen Körperbau eine Körperlänge zwischen 25 und 42 cm. Sie weist einen sich kaum vom Hals absetzenden Kopf mit den Unterkiefer schaufelartig überragendem Oberkiefer auf. Es sind ein Vorderaugenschild (Scutum praeoculare), zwei Hinteraugenschilder (Scutum postoculare), 7 Oberlippenschilder (Scutum supralabiale), 7 bis 8 Unterlippenschilder (Scutum sublabiale) und in 15 schräg um die Körpermitte angeordnete, glatte Rückenschuppen (Scutum dorsale) sowie auf der einfarbig grau bis grünlich weißen Bauchseite 145 bis 175 Bauchschilder (Scutum ventrale), 30 bis 50 zweireihig angeordnete Unterschwanzschilder (Scutum subcaudale) und ein ungeteiltes Analschild (Scutum anale) vorhanden. Rücken und Flanken sind im Grunde grauweiß, grünlich weiß oder strohgelb. Der Körper ist von zumeist mindestens 21 schwarzen Sattelflecken und häufig von dazwischen liegenden rötlich orangen Sattelflecken gezeichnet. Der Kopf ist oberseits durch ein dunkles Querband gekennzeichnet.

## Lebensweise
Sonora occipitalis führt zu großen Teilen eine im Sand grabende Lebensweise. Auch bei Bedrohung gräbt sie sich rasch im Untergrund ein, wobei der stromlinienförmige Kopf und die glatten Schuppen das Graben erleichtern. Nachts kommt sie an die Oberfläche. Sie ernährt sich von Arthropoden wie Insekten, Webspinnen, Skorpionen und Tausendfüßern, erbeutet gelegentlich aber auch kleine Eidechsenarten. Die Natter hält eine 4- bis 5-monatige Winterruhe, zwischen März und Mai findet die Paarungszeit statt. Sonora occipitalis pflanzt sich durch Oviparie fort, ist also eierlegend. Das Gelege umfasst zwei bis neun Eier. Die Jungschlangen messen beim Schlupf 10 bis 12 cm.

## Vorkommen

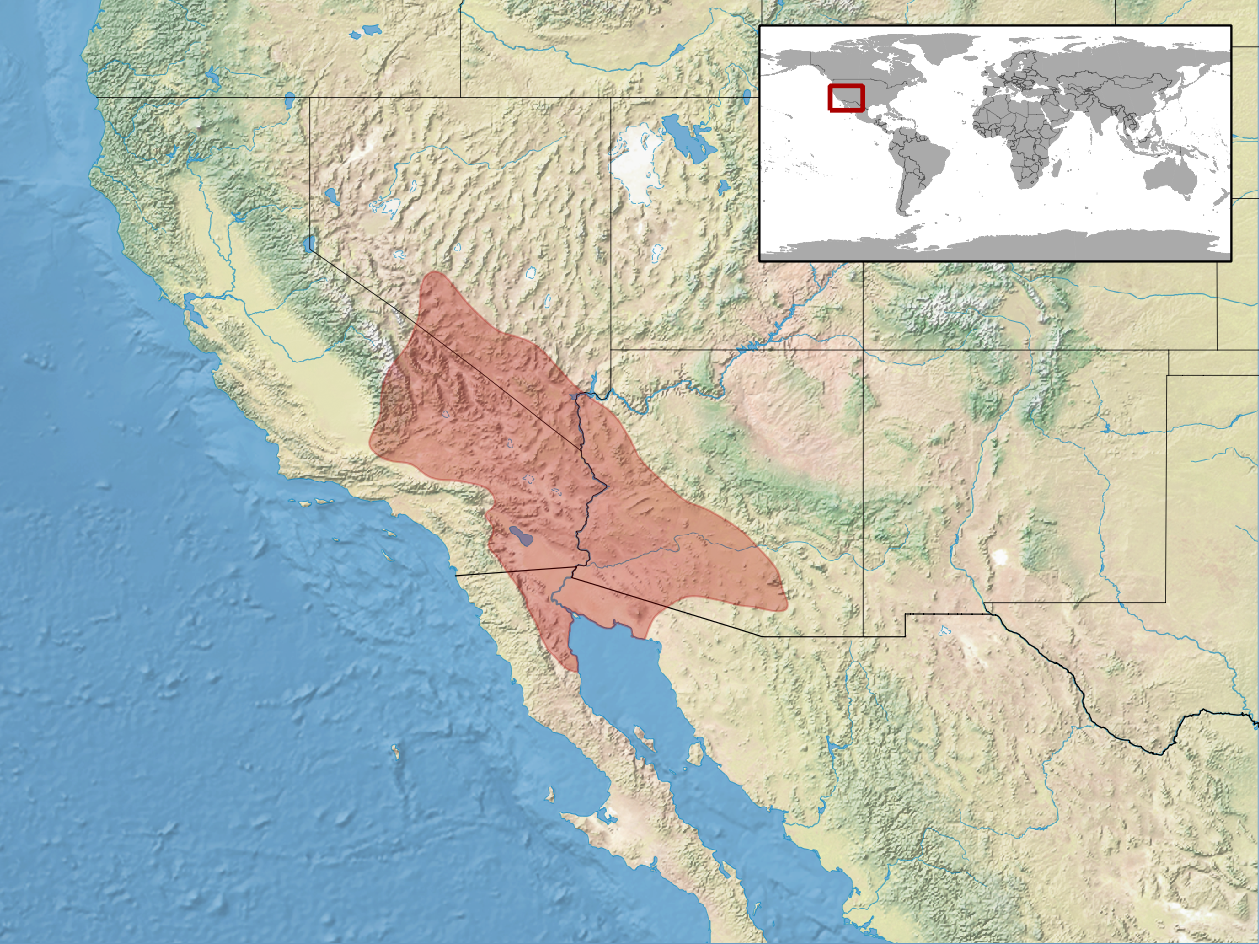
Verbreitungsgebiet nach IUCN

Die Westliche Schaufelnasen-Wühlnatter kommt innerhalb der Vereinigten Staaten von Amerika im Südosten Kaliforniens, Süden Nevadas und Südwesten Arizonas sowie in Mexiko in Baja California Norte und im Nordwesten von Sonora vor. Sie dringt in Höhen bis 1600 m über dem Meeresspiegel vor. Die besiedelten Lebensräume (Sanddünen, Wüsten, Felslandschaften und ähnliche) zeichnen sich durch arides Klima aus.
Die Rote Liste des IUCN listet Sonora occipitalis unter dem Synonym Chionactis occipitalis als „least concern“, demnach ist sie nicht gefährdet. Die Population ist stabil.